# Cascada Boca da Onça
Boca da Onça és un salt d'aigua del riu Salobra, situat al municipi brasiler de Bodoquena. Amb 156 metres de caiguda, és el major dins l'estat de Mato Grosso do Sul.
La cascada és un dels nombrosos reclams de la regió de Bonito, un dels principals punts d'ecoturisme del país. El nom Boca da Onça prové d'una una formació rocosa al mig de la cascada, que suggereix el musell d'un jaguar o "onça", en portuguès. La visita al complex inclou un recorregut de 4 km de longitud, que passa per vuit piscines naturals on s'hi pot banyar; destacant el Buraco do Macaco i el Poço da Lontra. També hi ha un espai on practicar ràpel.
La Boca da Onça pot patir sequeres causades per fenòmens meteorològics cíclics com La Niña i, en un termini més ampli, del canvi climàtic.